# Amblygaster
Amblygaster és un gènere de peixos pertanyent a la família dels clupeids.

## Taxonomia
- Amblygaster clupeoides (Bleeker, 1849)[2]
- Amblygaster leiogaster (Valenciennes a Cuvier & Valenciennes, 1847)[3]
- Amblygaster sirm (Walbaum, 1792)[4][5][6][7][8][9][10]